# Bruceploitation
Bruceploitation é um subgênero de filmes exploitation surgido após a morte do ator e artista marcial Bruce Lee em 1973, quando cineastas asiáticos começaram a elencar sósias do ator para estrelar em obras cinematográficas, a fim de explorar a repentina popularidade global de Lee. Este fenômeno também ocorreu em outras formas de publicação gráfica e digital, bem como em livros, jogos eletrônicos e histórias em quadrinho.